# Иванцов, Леонид Михайлович (физик)
Леонид Михайлович Иванцов (род. 4 января 1912, Москва — после 1991) — советский учёный, доктор наук, профессор кафедры общей физики Калининского государственного университета, лауреат Сталинской премии в составе коллектива (1946).

## Биография
В 1933 году окончил физический факультет Московского государственного педагогического института им. В. И. Ленина. Заведующим кафедрой общей физики и Оптической лаборатории МГУ был Григорий Ландсберг, член-корреспондент АН СССР (впоследствии академик), один из крупнейших советских физиков. С 1923 по 1931 год Г. С. Лансберг являлся также заведующим физико-техническим отделением 2-го Московского университета (впоследствии — Московского государственного педагогического института им. В. И. Ленина).
Во время обучения в вузе произошло тесное знакомство Л. М. Иванцова со своим учителем — Г. С. Ландсбергом
Параллельно с учёбой в МГПИ (МГУ-2) посещал вольным слушателем занятия в МГУ. К этому времени относится первая публикация Л. М. Иванцова в соавторстве с С. Л. Мандельштамом.
По ходатайству Г. С. Лансберга был оставлен для работы учителем физики в Москве, в 1934 году был принят на должность ассистента кафедры общей физики Московского государственного университета и одновременно на должность младшего научного сотрудника Оптической лаборатории НИИ Физики МГУ.
Научные интересы Л. М. Иванцова в то время сосредоточились на направлении конструирования и усовершенствования высокоточных оптических приборов. В частности, при его непосредственном участии был разработан стилоскоп — универсальный прибор, предназначенный для быстрого визуального качественного и сравнительного количественного анализа наиболее распространенных марок легированных сталей и сплавов цветных металлов по их спектрам излучения. За эту работу в 1945 году Л. М. Иванцов в составе коллектива авторов был удостоен Сталинской премии третьей степени.
В 1946 году Л. М. Иванцов перешел на работу в Физический институт им. П. Н. Лебедева АН СССР, в Оптическую лабораторию, которой заведовал академик Г. С. Ландсберг. Параллельно привлекался к работе по некоторым «закрытым» темам. В 1950 году Иванцов стал кандидатом физико-математических наук.
В 1961 году перешел на работу в Институт геохимии и аналитической химии им. В. И. Вернадского АН СССР, где работал до 1973 года. Разрабатывал приборы для дистанционного анализа различных веществ, в том числе участвовал в создании специальной фотоаппаратуры для космических геохимических исследований.
В 1972 году защитил диссертацию на соискание ученой степени доктора химических наук по направлению спектроскопия.
В 1973 году Иванцов был принят на должность профессора кафедры общей физики Калининского государственного университета, где и проработал десять лет. Под его руководством было осуществлено переоснащение учебных лабораторий оптики и атомной физики прецизионными оптическими и спектральными приборами. Руководил работой аспирантов, был членом нескольких Ученых советов по защите диссертаций в области спектрального анализа.
Читал в Калининском государственном университете лекции по разделу общей физики «Оптика», вел занятия по физическому практикуму, был руководителем курсовых и дипломных работ. В 1983 году прекратил работу в Калининском университете.
По приглашению ряда вузов выезжал с лекциями в провинциальные вузы. Начиная с 1973 года почти ежегодно приезжал в Чимкент, читал лекции «Избранные вопросы оптики» для студентов физического факультета.
В 1984 году Иванцов по приглашению академика АПН СССР С. Г. Шаповаленко начал работать в НИИ школьного оборудования и технических средств обучения. Академии педагогических наук СССР, в лаборатории физики астрономии и математики
В 1983 г. по инициативе Иванцова был подготовлен и выпущен сборник «Новые приборы по физике». В 1985 году был выпущен подготовленный под общей редакцией Иванцова сборник статей «Самодельное школьное оборудование по физике».
К этому периоду также относится активизация работы раздела «Школьное оборудование» в павильоне «Народное образование» на ВДНХ СССР. Целый ряд приборов и средств обучения, в том числе разработанные учениками Иванцова, были награждены медалями ВДНХ СССР.
Долгие годы был председателем Экспертного совета по школьным физическим приборам.
Имеются работы Иванцова в области организации комплексного применения средств обучения и приборов на уроках физики (совместно с Дирковой Е. Ю.), особенностей изучения молекулярной физики в школе (Тищенко А. А.), методики создания и использования средств обучения по физическим основам энергетики (Р. А. Касимов), применения в школьном эксперименте магнитных жидкостей (Скроботова Т. В.), создания и использования новых электронных устройств для кабинетов физики (Айбулатов В. З.).
Интерес вызывали у Иванцова обсуждение проблем изучения вопросов атомной и ядерной физики в школьном курсе (Диркова Е. Ю., Касимов Р. А.).
В 1991 году стал членом диссертационного Совета при НИИ средств обучения и учебной книги. Он руководил аспирантами и докторантами по проблемам создания и использования средств обучения и школьных приборов.

## Библиографический список
- Мандельштам С. Л. Краткий очерк жизни и деятельности академика Г. С. Ландсберга // Успехи физических наук. — Т. LX1II, вып. 2. — 1957. — С.289—299.
- Новые учебные приборы по физике: Уч.-мет. пос. для учит. Под ред. Л. М. Иванцова и А. Г. Восканяна. — М.: АПН СССР, НИИ ШОТСО, 1983. — 139 с.
- Самодельное школьное оборудование по физике. Под ред. Л. М. Иванцова. — М., НИИ ШОТСО АПН СССР, 1985. — 250 с.